# إزيل ليه هاميو
إزيل ليه هاميو (بالفرنسية: Izel-lès-Hameau)‏ هي بلدية تقع في إقليم باد كاليه من منطقة نور با دو كاليه في شمال فرنسا. تبلغ مساحة هذه المدينة 8.51 (كم²)، وترتفع عن سطح البحر 120 م، يبلغ عدد سكانها 703 نسمة حسب إحصاء المعهد الوطني للإحصاء والدراسات الاقتصادية سنة 2009 م. وترأس Jean-Pierre Dupuis البلدية خلال فترة (2008-2014).